# Chrystodor z Koptos
Chrystodor z Koptos – grecki poeta żyjący w V wieku, autor Opisu posągów
Chrystodor pochodził z Koptos w Górnym Egipcie. Działał pod koniec V wieku. Z jego utworów zachował się w Antologii palatyńskiej jego Opis posągów (Descriptio statuarum), ekfraza przezentująca posągi zgromadzone w publicznym gimnazjum, zwanym Zeuksisowym. Utwór liczy 416 heksametrów nonniańskich, które przestrzegają zasady Nonnosa o akcencie na końcu wiersza, ale ignorują je przed środkową cezurą. Opisy Chrystodora szczegółowe, choć puste nie przynoszą korzyści ani filologom, ani historykom sztuki.